# Mummies
Mummies (bra: As Múmias e o Anel Perdido; prt: Múmias) é um filme de comédia de animação digital espanhol em língua inglesa de 2023, dirigido por Juan Jesús García Galocha (em sua estreia na direção de longas-metragens), com roteiro de Javier López Barreira e Jordi Gasull e história de Gasull. Possui as vozes de Joe Thomas, Eleanor Tomlinson, Celia Imrie, Hugh Bonneville e Sean Bean.
O filme fala sobre três múmias em sua jornada até a Londres atual para procurar um antigo anel pertencente a uma família real, roubado por um arqueólogo ambicioso. Inicialmente programado para lançamento em 2021, Mummies será lançado nos cinemas na Espanha e nos Estados Unidos em 24 de fevereiro de 2023.

## Dublagem
- Joe Thomas como Thut
- Eleanor Tomlinson como Nefer
- Celia Imrie como Mãe
- Hugh Bonneville como Lord Carnaby
- Sean Bean como Faraó
- Shakka como Ed
- Dan Starkey como Danny e Dennys

## Lançamento
Mummies estava programado para ser lançado em 2021 sob o nome de Moomios como parte de uma parceria entre a Atresmedia Cine e a Warner Bros. España. No entanto, foi posteriormente adiado para 2023 após dois anos de produção estendida e foi alterado para seu nome atual. O primeiro trailer foi lançado em 31 de outubro de 2022. O filme será lançado na Espanha e em cinemas selecionados nos Estados Unidos pela Warner Bros. Pictures em 24 de fevereiro de 2023. O filme foi lançado pela primeira vez em territórios internacionais, começando pela Austrália, em 5 de janeiro de 2023. O filme será lançado posteriormente no Reino Unido e na Irlanda em 31 de março de 2023.